# Quasistatischer Prozess
Wird ein physikalischer Prozess so ausgeführt, dass er ausschließlich als eine Abfolge von Gleichgewichtszuständen betrachtet werden kann, so nennt man diesen Prozess quasistatisch oder quasistationär. Die Zeitskala, auf der ein quasistatischer Prozess abläuft, muss also viel langsamer sein als der Zeitraum, in dem sich ein Gleichgewicht einstellt (die Relaxationszeit):
{\displaystyle \tau _{\text{quasistatisch}}\gg \tau _{\text{relaxation}}}.
Aus diesem Grund werden quasistatische Prozesse gelegentlich auch als „unendlich langsam“ bezeichnet, was jedoch den falschen Eindruck erweckt, dass sie vollkommen praxisfern wären oder ewig dauern würden.
Obwohl zu jedem Zeitpunkt des Prozesses weitgehend ein jeweiliger Gleichgewichtszustand herrscht, ist dennoch im Allgemeinen ein Ziel des Prozesses oder des Versuchs, verschiedene Zustände bzw. eine Kennlinie zu erhalten. D. h. der Gleichgewichtszustand des Zeitpunkts t1 kann sich durchaus erheblich vom Gleichgewichtszustand zum Zeitpunkt t2 unterscheiden. Es soll lediglich ausgeschlossen werden, dass dynamische Vorgänge, z. B. (Schock-)Wellen, nennenswerten Einfluss auf die Ergebnisse haben.
In der Thermodynamik (Carnot-Kreisprozess) und in der Mechanik (Zugversuch) spielen quasistatische Prozesse als idealisierte Zustandsänderungen eine große Rolle.